# 禄口机场站
禄口机场站是南京地铁S1号线上的一个车站。位于南京禄口国际机场T1航站楼与T2航站楼之间，呈东西走向。通过电梯可以直接到达T2航站楼。

## 车站结构
车站为地下二层岛式车站，地下一层为站厅层，地下二层为站台层，共有2个出入口。

## 车站文化

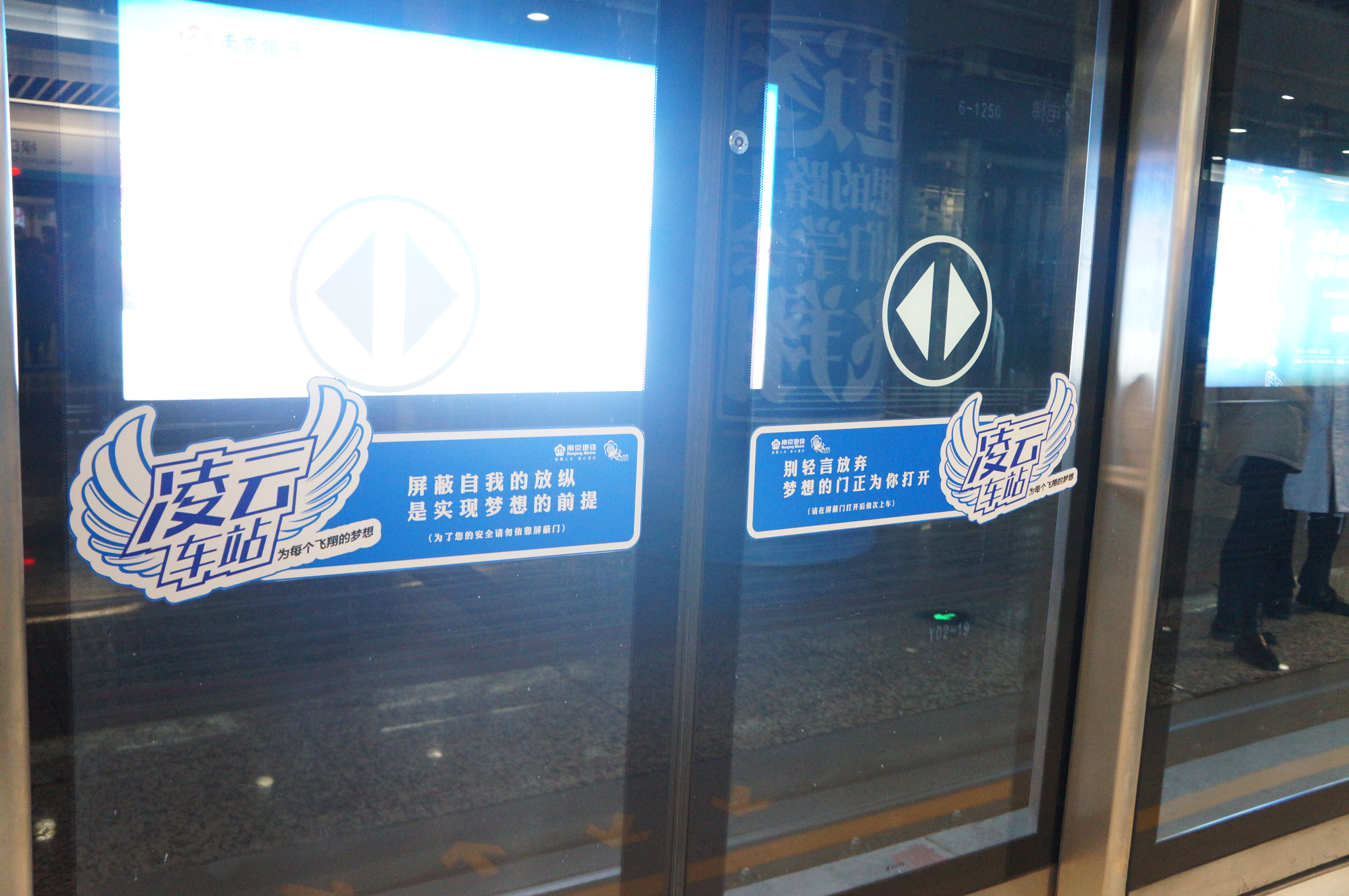
车站屏蔽门上粘贴的“凌云车站”标识

### 楼层分布
| 地面      | 出入口   | 禄口机场到达层                                     |    |
| 地下 一層 | 站厅层   | 票務服務、自动售票机、金陵通服務、客服中心         |    |
| 地下 二層 | 西       | █ S1号线往南京南站方向（下一站翔宇路南站）         |    |
| 地下 二層 | 岛式月台 |                                                    |    |
| 地下 二層 |          | █ S1号线往空港新城江宁方向（下一站空港新城江宁站） | 东 |

### 站台
禄口机场站位于地下二层，设有一对岛式站台。

## 车站周边
- 南京禄口国际机场